# Neta・S
Neta S（中:哪吒S、英:Nezha S）は、哪吒汽車から販売されたミドルサイズセダンである。

## 歴史

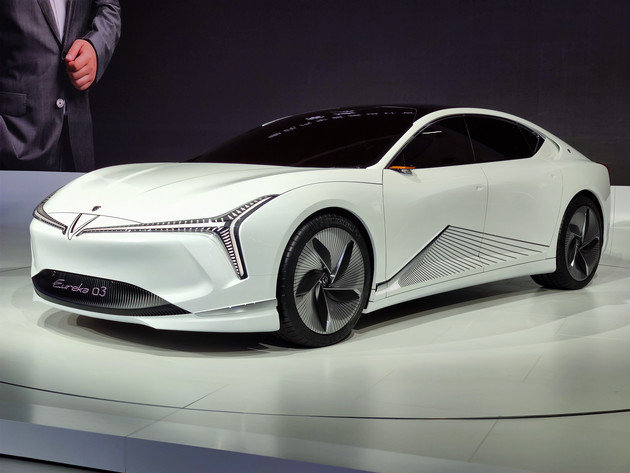
「Eureka 03」

2020年、北京モーターショーにおいて前身となるコンセプトカー「Eureka 03」が展示された。
2021年4月、上海モーターショーにおいて市販モデルとして発表された。EVとレンジエクステンダーの2つのモデルが用意され、EVモデルの航続距離は600kmを超えるとしている。

## 仕様
4輪駆動モデルでの最高出力は340kW、総合最大トルクは600N・mとなっており、0-100kmは3.9秒としている。
プラットフォームには哪吒汽車が開発した「山海」が用いられている。
大手通信機器メーカーであるファーウェイと共同で開発した独自の先進運転支援システムが搭載されており、2個のLIDARセンサー、11個のカメラ、5個のミリ波レーダー、12個の超音波センサー、処理モジュールのMDC610で構成されている。